# Lasse Schöne
Lasse Schöne (ur. 27 maja 1986 w Glostrup) – duński piłkarz grający na pozycji pomocnika w NEC Nijmegen.

## Kariera klubowa
Schöne karierę rozpoczynał jako junior w klubie Lyngby. W 2002 roku przeszedł do juniorskiej drużyny holenderskiego SC Heerenveen. W 2005 roku został włączony do jego pierwszej drużyny. Spędził w niej rok, jednak w tym czasie nie wystąpił tam w żadnym spotkaniu. Latem 2006 roku odszedł do De Graafschap z Eerste klasse. W 2007 roku awansował z klubem do Eredivisie. W tych rozgrywkach zadebiutował 19 sierpnia 2007 roku w przegranym 1:8 spotkaniu z Ajaksem Amsterdam. 19 października 2007 roku w wygranym 4:0 pojedynku ze Spartą Rotterdam strzelił pierwszego gola w Eredivisie. Przez 2 lata w barwach De Graafschap rozegrał 70 spotkań i zdobył 12 bramek.
W 2008 roku Schöne przeniósł się do innego pierwszoligowego zespołu, NEC Nijmegen. Pierwszy ligowy mecz zaliczył tam 30 sierpnia 2008 roku przeciwko De Graafschap (2:0). W sezonie 2008/2009 występował z klubem w Pucharze UEFA, w którym dotarł z nim do 1/16 finału.
9 sierpnia 2019 za kwotę 1,5 miliona euro został piłkarzem Genoa CFC. Swoją pierwszą bramkę zdobył 5 października w przegranym meczu 1:2 z A.C. Milan.
12 lutego 2021, Schöne powrócił do Sc Heerenveen, w którym zaczynał swoją karierę w Holandii 15 lat później. Latem 2021 przeszedł do NEC Nijmegen.

## Kariera reprezentacyjna
Schöne jest byłym reprezentantem Danii U-16, U-17, U-18 oraz U-21.
W kadrze seniorskiej zadebiutował 12 sierpnia 2009 roku w przegranym 1:2 towarzyskim meczu z Chile, w którym strzelił także gola.